# Groupe de jauge
En géométrie différentielle, le groupe de jauge d'un fibré principal est le sous-groupe du groupe des automorphismes du fibré principal qui envoient ses fibres en elles-mêmes.
La notion de groupe de jauge joue un rôle primordial en théorie de jauge.
En particulier, son action de groupe sur un espace de formes de connexions donne lieu à la notion d'espace de module de connexions, nécessaire à la définition de l'homologie de Floer d'instantons.

## Définition
Soit {\displaystyle \pi :P\to B} un {\displaystyle G}-fibré principal sur une variété différentielle {\displaystyle B} et soit {\displaystyle \Phi :G\to \mathrm {Diff} (P)} son action de groupe agissant par la droite.
Le groupe des automorphismes du fibré {\displaystyle \pi :P\to B} est le sous-groupe du groupe des difféomorphismes de {\displaystyle P} qui se projettent à un difféomorphisme de {\displaystyle B} :
{\displaystyle \mathrm {Aut} (P,\pi ):=\{{\tilde {f}}\in \mathrm {Diff} (P)|\exists f\in \mathrm {Diff} (B),\pi \circ {\tilde {f}}=f\circ \pi \}}
Le groupe des automorphismes du {\displaystyle G}-fibré principal {\displaystyle \pi :P\to B} est le sous-groupe du groupe des automorphismes du fibré {\displaystyle P} qui préservent l'action de groupe {\displaystyle \Phi } :
{\displaystyle \mathrm {Aut} (P,\pi ,\Phi ):=\{f\in \mathrm {Aut} (P,\pi )|\forall g\in G,f\circ \Phi _{g}=\Phi _{g}\circ f\}}
Le groupe de jauge de {\displaystyle P} est le sous-groupe du groupe des automorphismes du {\displaystyle G}-fibré principal {\displaystyle P} qui envoient les fibres du fibré en elles-mêmes :
{\displaystyle {\mathcal {G}}:=\{\Lambda \in \mathrm {Aut} (P,\pi ,\Phi )|\pi \circ \Lambda =\pi \}}
Les éléments du groupe de jauge {\displaystyle {\mathcal {G}}} sont nommés transformations de jauge.
Les transformations de jauge sont en bijection avec les applications {\displaystyle \iota }-équivariantes {\displaystyle \lambda ^{\sharp }:P\to G}, pour {\displaystyle \iota } l'automorphisme intérieur du groupe structurel {\displaystyle G} sur lui-même.
La correspondance est explicitement donnée par :
{\displaystyle \Lambda (a)=\Phi _{\lambda (a)^{\sharp }}(a),\qquad \forall a\in P}
Les applications {\displaystyle \iota }-équivariantes {\displaystyle \lambda ^{\sharp }} descendent à des sections {\displaystyle \iota \in \Gamma (\iota P)} du fibré associé :
{\displaystyle \iota P:=P\times _{\iota }G}
Lorsque le fibré {\displaystyle P} est trivialisé via une section trivialisante locale {\displaystyle s_{\mu }:(U_{\mu }\subset B)\to (\pi ^{-1}(U_{\mu })\subset P)}, les sections {\displaystyle \lambda } sont trivialisées à des fonctions sur {\displaystyle U_{\mu }} à valeurs en {\displaystyle G} :
{\displaystyle \lambda _{\mu }:=s_{\mu }^{*}\lambda ^{\sharp }:U_{\mu }\to G}

## Transformation de jauge d'une forme connexion
Soit {\displaystyle A} une forme de connexion sur le fibré principal {\displaystyle P}.
Une transformation de jauge {\displaystyle \Lambda } agit par pull-back sur la connexion {\displaystyle A}:
{\displaystyle \Lambda ^{*}A}
C'est aussi une forme de connexion sur {\displaystyle P}.
Explicitement, un calcul direct montre que la connexion pull-back sur {\displaystyle P} s'écrit comme :
{\displaystyle A':=\Lambda ^{*}A=\mathrm {Ad} _{\lambda ^{\sharp }}^{-1}\circ A+(\lambda ^{\sharp })^{-1}d\lambda ^{\sharp }}
En utilisant une section trivialisante locale {\displaystyle s_{\mu }} du fibré {\displaystyle P}, cette dernière équation se tire en bas à {\displaystyle U_{\mu }} :
{\displaystyle A'_{\mu }=\mathrm {Ad} _{\lambda _{\mu }}^{-1}\circ A_{\mu }+(\lambda _{\mu })^{-1}d\lambda _{\mu }}
où {\displaystyle A_{\mu }:=s_{\mu }^{*}A} et {\displaystyle A_{\mu }':=s_{\mu }^{*}A'} sont des 1-formes différentielles à valeurs en l'algèbre de Lie {\displaystyle {\mathfrak {g}}} sur {\displaystyle U_{\mu }}.
En physique, la 1-forme différentielle {\displaystyle A_{\mu }} est dit être un champ de jauge et la transformation {\displaystyle A'_{\mu }=\mathrm {Ad} _{\lambda _{\mu }}^{-1}\circ A_{\mu }+(\lambda _{\mu })^{-1}d\lambda _{\mu }} est nommée transformation de jauge.
En particulier, dans le cas où le groupe structurel {\displaystyle G} est abélien, e.g. {\displaystyle U(1)} en électromagnétisme, la transformation de jauge s'écrit plus simplement:
{\displaystyle A'_{\mu }=A_{\mu }+d\ln \lambda _{\mu }}

## Applications en physique
En théorie quantique des champs, le groupe de jauge est le groupe de symétrie locale associé à la théorie considérée. Il s'agit du groupe dont les éléments ne changent pas la valeur du lagrangien du système étudié lorsqu'ils s'appliquent au champ qui figure dans le lagrangien.
Les groupes de jauge les plus connus sont le groupe unitaire U(1) pour le champ électromagnétique et les groupes spéciaux unitaires SU(3) pour la chromodynamique quantique, SU(2)xU(1) pour l'interaction électrofaible, SU(3)xSU(2)xU(1) pour le modèle standard.

## Livres
- 1986, S. K. Donaldson & P. B. Kronheimer, The Geometry of Four-Manifolds.